# Austmusia kioloa
Espèce
Austmusia kioloa est une espèce d'araignées aranéomorphes de la famille des Desidae.

## Distribution
Cette espèce est endémique de Nouvelle-Galles du Sud en Australie. Elle se rencontre dans la forêt d'État de Kioloa.

## Description
La carapace des mâles mesurent de 3,90 à 5,15 mm de long sur de 2,93 à 3,60 mm de large et l'abdomen de 3,80 à 4,30 mm de long sur de 2,85 à 3,25 mm de large. La carapace des femelles mesurent de 4,48 à 5,25 mm de long sur de 2,88 à 3,43 mm de large et l'abdomen de 5,45 à 5,95 mm de long sur de 4,50 à 4,85 mm de large.

## Étymologie
Son nom d'espèce lui a été donné en référence au lieu de sa découverte, la forêt d'État de Kioloa.

## Publication originale
- Gray, 1983 : A new genus of spiders of the subfamily Metaltellinae (Araneae, Amaurobioidea) from southeastern Australia. Proceedings of the Linnean Society of New South Wales, vol. 106, p. 275-285 (texte intégral).